# مارسيلو زامورانو
مارسيلو زامورانو (بالإسبانية: Marcelo Zamora)‏ (24 يناير 1987 بليما في بيرو - ) هو لاعب كرة قدم بيروفي في مركز قلب الدفاع. لعب مع سيينسيانو وديبورتيفو مانيسيبال ‏ وAurora Chancayllo ‏ وComerciantes Unidos ‏ وClub Cultural Deportivo Géminis ‏ وHijos de Acosvinchos ‏ وLa Peña Sporting ‏ وColegio Nacional Iquitos ‏.

## وصلات خارجية
- مارسيلو زامورانو على موقع قاعدة بيانات كرة القدم.إي يو (الإنجليزية)
- مارسيلو زامورانو على موقع Soccerway.com (الإنجليزية)